# Adolf Schmitt (Bischof)
Adolf („Gregor“) Schmitt CMM (auch: Adolph Gregory Schmitt; * 20. April 1905 in Rimpar, Deutschland; † 5. Dezember 1976 bei Lupane, Rhodesien) war ein deutscher Missionar und römisch-katholischer Bischof von Bulawayo im heutigen Simbabwe.

## Leben
Adolf Schmitt besuchte das Franz-Ludwig-von-Erthal-Gymnasium in Lohr am Main, an dem er 1926 das Abitur ablegte. Er trat den Mariannhiller Missionaren bei. Die Profess legte er am 1. Mai 1927 ab. Er studierte in Würzburg, dort empfing er am 19. März 1931 die Priesterweihe. Bald darauf ging er nach Bulawayo in Rhodesien (heute Simbabwe) und war dort für die Betreuung der weißen Gemeinde zuständig. Von 1936 bis 1938 war er – zurückbeordert nach Deutschland – im Mariannhiller Priesterseminar in Würzburg sowie im Mariannhiller Schülerseminar in Lohr am Main tätig. 1938 wurde Schmitt mit dem Aufbau einer Provinz der Mariannhiller Missionare in den USA beauftragt, wo er zuletzt als Provinzial tätig war. Am 23. Dezember 1950 wurde er zum Apostolischen Vikar von Bulawayo und gleichzeitig zum Titularbischof von Nasai ernannt. Am 2. April 1951 empfing er in Detroit vom dortigen Erzbischof Edward Aloysius Kardinal Mooney die Bischofsweihe; Mitkonsekratoren waren der Bischof von Lansing/Michigan Josef Henry Albers sowie der Bischof von Saginaw/Michigan Stephen Stanislaus Woznicki. Sein bischöflicher Wahlspruch lautete: ut sint unum („damit sie eins sind“). Einige Monate später nahm Schmitt seine Tätigkeit in Simbabwe auf. Am 1. Januar 1955 wurde das Apostolische Vikariat zur Diözese erhoben und Schmitt zum ersten Diözesanbischof ernannt. Er nahm an allen vier Sitzungsperioden des Zweiten Vatikanischen Konzils teil. Am 9. Mai 1974 wurde er emeritiert. Er blieb jedoch trotz der gefährlicher werdenden Lage in Rhodesien. Zitat: „Weil ich den Eindruck hatte, dass man mich noch braucht. Ich bin auch geblieben, um meinen Mitbrüdern zu zeigen, dass ich nicht einfach weggehe, weil nun ein neuer Bischof gekommen ist … und ich will jetzt nicht den Eindruck erwecken, dass ich das Land verlasse, da sich die Schwierigkeiten mehren. Ich werde in Rhodesien bleiben, solange ich bleiben darf, denn es ist praktisch meine zweite Heimat geworden.“

## Umstände seines gewaltsamen Todes
Am 5. Dezember 1976 fuhr er mit einer Gruppe von Missionaren und Missionsschwestern von der Missionsstation Regina Mundi zum Buschkrankenhaus St. Luke’s, um einem Missionar einen Krankenbesuch abzustatten. Wenige Kilometer vor dem Hospital (in der Nähe von Lupane) versperrte ein quer liegender Baum den Weg. Das Fahrzeug hielt an und die Insassen wollte das Hindernis aus dem Weg räumen. Allerdings stellte sich die Straßensperre als Falle heraus: Ein Guerillero sprang aus dem Unterholz und bedrohte die Gruppe. Er forderte unter Androhung von Waffengewalt Geld. Anschließend eröffnete er aus dem automatischen Sturmgewehr das Feuer und rief: „Alle Missionare sind Feinde des Volkes.“ Im Kugelhagel starb Bischof Schmitt. Mit ihm kamen Pater Possenti („Anton“) Weggartner (CMM) (* 23. Mai 1907 in Pelkering; † 5. Dezember 1976 bei Lupane in Simbabwe) sowie Schwester Francis („Elsbeth“) van den Berg (CPS) (* 27. Juni 1935 in Remscheid; † 5. Dezember 1976 bei Lupane in Simbabwe) ums Leben. Eine weitere Schwester, Schwester Ermenfried Knauer (CPS),
überlebte den Überfall schwerverletzt, weil sie sich unter dem Auto versteckte.

## Würdigung
- Die katholische Kirche hat Bischof Adolph (Gregor) Schmitt als Glaubenszeugen in das deutsche Martyrologium des 20. Jahrhunderts aufgenommen.